# Marie Vilmann
Marie Vilmann (21. oktober 1993) er en dansk cykelrytter, som kørte for UCI Women's Team - Bigla Pro Cycling.